# ICHIZU
「ICHIZU」（イチズ）は、1987年8月1日に発売されたやしきたかじんの14枚目のシングル。
本項では、1996年11月25日に発売された25枚目のシングル『ICHIZU new version '96』も併せて記述する。

## 解説
前作「やっぱ好きやねん」以来、1年振りの新曲。
表題曲は、「やっぱ好きやねん」や、「東京」と並んでたかじんの代表曲のひとつ。当初は、「ナニワ・トワイライト」というタイトルの予定だったが、たかじんが「今回は関西色を避けたい」「ナニワ・トワイライトでは売れそうなタイトルではない」と全面的に歌詞の変更を鹿紋太郎に要求して完成させた。

## 収録曲
- 両楽曲共に、作詞・編曲：鹿紋太郎

1. ICHIZU [04:49]
作曲：鹿紋太郎
2. 思い出オン・ザ・ロック [04:21]
作曲：やしきたかじん

## ICHIZU new version '96

### 解説
前作『もしも夢が叶うならば』から8ヶ月振り、同年7月発売のベスト・アルバム『TAKAJIN DO MY BEST』からシングルカット。

### 収録曲
1. ICHIZU new version '96 [05:04]
作詞・作曲：鹿紋太郎／編曲：森俊之
2. 明日になれば new version '96 [05:46]
作詞：来生えつこ／作曲：来生たかお／編曲：梅垣達志
3. ICHIZU new version '96（オリジナル・カラオケ）
4. 明日になれば new version '96（オリジナル・カラオケ）